# Pieter Muller
Pour les articles homonymes, voir Müller.
Pas d'image ? Cliquez ici

a Compétitions nationales et continentales officielles uniquement.

b Matchs officiels uniquement.
Pieter Gysbert Muller, né le 5 mai 1969 à Bloemfontein (Afrique du Sud), est un joueur sud-africain de rugby à XV.
Ayant joué avec l'équipe d'Afrique du Sud entre 1992 et 1999, il évoluait comme trois-quarts centre.

## Biographie

### Début de carrière
Originaire de l'État-libre, c'est cependant sous les couleurs de la province du Natal qu'il se fait connaître en remportant notamment la Currie Cup à trois reprises. Il dispute aussi le Super 10 (en 1993 et 1994), puis le Super 12 à partir de 1995,  sous celles des Sharks, jusqu'en 2000. Parallèlement, il fait partie de la première équipe sud-africaine à jouer en match officiel après la chute de l'apartheid, en août 1993 contre la Nouvelle-Zélande entre les légendaires Danie Gerber en deuxième centre, et Naas Botha à l'ouverture. Malheureusement pour lui, il se blesse au cou en avril 1995, soit quelques semaines avant la Coupe du monde qui se déroule dans son pays et ne peut participer au triomphe des Springboks.
Peu de temps après, il tenta sa chance le temps d'une saison avec le club de rugby à XIII australien des Penrith Panthers, sans grand succès, même s'il explique y avoir « appris à plaquer en un contre un ». Il passe aussi quelques mois en France, au Stade toulousain.  Il revient en équipe nationale en 1998 et s'impose à nouveau comme titulaire indiscutable. Mais la Coupe du monde 1999 se conclura sur une défaite en demi-finale contre l'Australie, future championne, et il doit se contenter de la troisième place. Il repart pour l'Europe en 2000 et joue pendant trois saisons pour les Cardiff Blues (80 matches) avant de mettre un terme à sa carrière de joueur.

### Carrière en tant qu'entraîneur
Il devient ensuite entraîneur, d'abord au Pays de Galles où il fait partie de l'encadrement des moins de 19 ans puis des moins de 21 ans nationaux, avant de partir pour l'Italie, où il coache Viadana, puis de revenir en Angleterre pour prendre en main les Doncaster Knights qu'il fait monter de troisième en deuxième division. Des résultats médiocres scellent son sort et il quitte le club en février 2006.
De retour en Afrique du Sud, il participe à partir d'août 2008 en tant qu'entraîneur à Up & Under, une émission de téléréalité sud-africaine produite par l'ailier des Springboks Bryan Habana, dans laquelle des adolescents défavorisés recrutés aux quatre coins du pays travaillent pendant huit semaines dans un camp d'entraînement pour gagner le droit à une bourse conséquente leur permettant de poursuivre leur rêve d'une carrière de rugbyman professionnel.

## Carrière (rugby à XV)

### En province
- 1990-1991 : Orange Free State ( Afrique du Sud)
- 1992-1995, 1998-2000 : Natal Sharks ( Afrique du Sud)

### En club
- 1989 : Greystones RFC ( Irlande)
- Janvier-avril 1997 : Stade toulousain ( France)
- 2000-2003 : Cardiff RFC ( Pays de Galles)
- 2004-2005 : Doncaster Knights ( Angleterre) (1 match)

### En franchise
- 1993-2000 : Sharks (Afrique du Sud)

### En équipe nationale
Entre 1992 et 1999, André Snyman compte 33 capes en équipe d'Afrique du Sud, depuis le 15 août 1992 contre l'équipe de Nouvelle-Zélande à Johannesbourg. Il inscrit 3 essais (15 points) durant sa carrière internationale. Avec les Springboks, il participe à deux éditions du Tri-nations en 1998 et 1999. Il dispute également une édition de la Coupe du monde en 1999.

## Carrière (rugby à XIII)
- 1996 : Penrith Panthers (ARL ( Australie)

## Carrière (entraîneur)
- Pays de Galles (-19 ans, -21 ans)
- 2005-février 2006 : Doncaster Knights
- Mars-juin 2006 : Arix Viadana

## Palmarès

### Avec les Springboks
(au 31/12/2005)
- 33 sélections
- 3 essais
- 15 points
- Sélections par saison : 5 en 1992, 7 en 1993, 5 en 1994, 8 en 1998, 8 en 1999.
- Participation à la Coupe du monde de rugby 1999 (4 matchs comme titulaire), troisième place.

### En club et province
- Currie Cup : 1992, 1995, 1996